# Jewhenij Nazarow
Jewhenij Mykołajowycz Nazarow, ukr. Євгеній Миколайович Назаров, ros. Евгений Николаевич Назаров, Jewgienij Nikołajewicz Nazarow (ur. 23 stycznia 1972 w Charkowie) – ukraiński piłkarz, grający na pozycji obrońcy, a wcześniej pomocnika.

## Kariera piłkarska

### Kariera klubowa
Wychowanek klubu Metalist Charków, w którym rozpoczął karierę piłkarską. W końcu 1995 przeszedł do Zorii Ługańsk, ale już na początku 1996 został piłkarzem Karpat Lwów. Po 6 latach spędzonych w Karpatach w 2001 powrócił do Metalista. Na początku 2004 ponownie zaproszony do Karpat, ale po 2 rozegranych meczach klub zrezygnował z usług piłkarza, i od marca bronił barw Wołyni Łuck. Latem powrócił do Charkowa, gdzie występował w Heliosie Charków, w którym zakończył karierę piłkarską w 2006.

## Sukcesy i odznaczenia

### Sukcesy klubowe
- brązowy medalista Mistrzostw Ukrainy: 1998
- finalista Pucharu Ukrainy: 1992, 1999